# Herbert Eustis Winlock
Herbert Eustis Winlock (Washington, 1 de febrer de 1884 - Venice, 26 de gener de 1950) va ser un dels grans egiptòlegs nord-americans de la seva època. Va participar en nombroses campanyes d'excavació a Egipte des del 1906 fins al 1931. Va treballar per al Museu Metropolità d'Art de Nova York des del començament de la seva carrera.

## Biografia
Era fill d'Alice Winlock (nascuda Broom) i de William Crawford Winlock, astrònom nord-americà que va servir a l'Observatori de l'Acadèmia Naval. També era net de Joseph Winlock, primer director de l'Observatori del Harvard College. Va néixer a Washington DC on va cursar els seus primeres estudis. Envoltat de l'ambient de l'Institut Smithsonian, on el seu pare va ser secretari assistent, no va passar molt de temps abans que Winlock descobrís el seu interès en l'art egpici. Va realitzar els seus estudis superiors a la Universitat Harvard on va rebre el seu B.A. en Arqueologia i Antropologia a 1906.

## Carrera professional

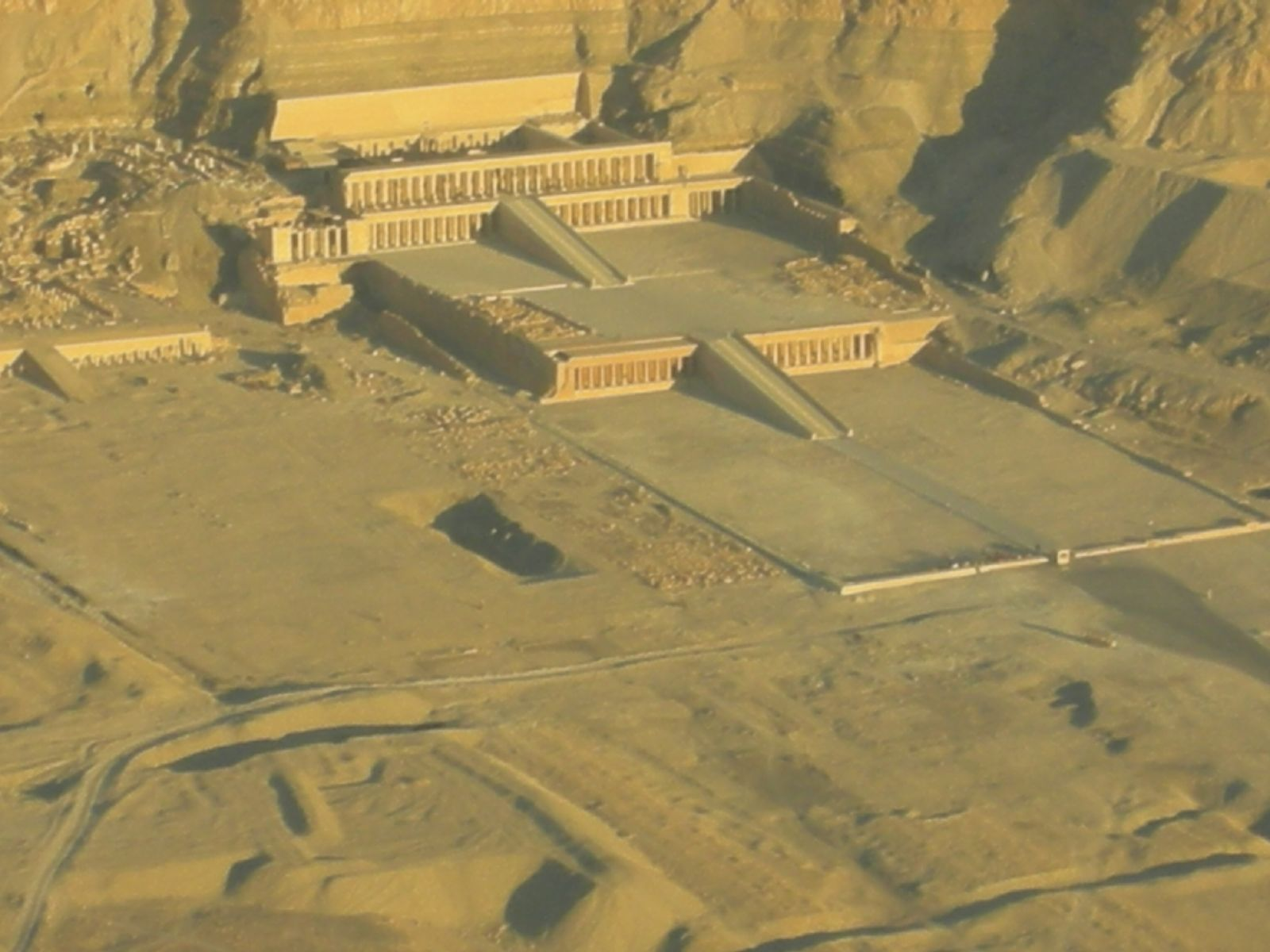
El temple mortuori de Hatshepsut a Deir el-Bahri.

Albert M. Lythgoe, primer conservador d'Art egipci del Museu Metropolità i un dels seus professors a Harvard, el va incorporar a les excavacions a Egipte patrocinades pel museu. El grup de Winlock, entre els quals es trobava Arthur C. Mace, va treballar durant els següents dos anys a l'al-Lisht al Faium i l'oasi d'Al-Kharga, on van excavar el Temple de Hibis.
Després de 1910 l'equip es va traslladar a la localitat de Tebes on van continuar les excavacions del palau de Malkata (edificat pel faraó Amenofis III) i de la necròpolis de l'Imperi Mitjà, entre les excavacions hi havia el temple de la reina-faraó Hatshepsut. Fins que es va produir la Depressió econòmica de 1929, quan el museu va haver de reduir els fons per als treballs a Egipte, Winlock havia passat pels càrrecs de conservador assistent, conservador associat, director d'excavacions i, finalment, conservador d'art egipci.
El 1932, li va ser ofert el lloc de director del Museu Metropolità de Nova York, càrrec que va ocupar fins que es va jubilar per raons de salut, el 1939. Després d'aquesta data i fins a la seva mort va seguir treballant com a director emèrit.
Va morir durant unes vacances a Venice, Florida, el 1950.

## Obra seleccionada
- The Egyptian expedition; Nova York: Metropolitan Museum of Art, 1909. OCLC 81490120
- The Egyptian expedition : the monastery of Epiphanios at Thebes; Nova York: Metropolitan Museum of Art, 1915. OCLC 81278509
- The tomb of Senebtisi at Lisht; A C Mace, Herbert E. Winlock, Grafton Elliot Smith; Nova York: The Gilliss Press 1916. OCLC 4443072
- Ancient Egyptian kerchiefs; Nova York: Metropolitan Museum of Art, 1916. OCLC 81185569
- Bas-reliefs from the temple of Rameses i at Abydos; New York, 1921. OCLC 385240
- An Egyptian statuette from Asia Minor; Nova York: Metropolitan Museum of Art, 1921. OCLC 78163593
- The Pharaoh of the Exodus; Nova York: Metropolitan Museum of Art, 1922. OCLC 80457717
- The monastery of Epiphanius at Thebes; Nova York, 1926. OCLC 3904006
- The tomb of Queen Meryet-Amūn at Thebes; Nova York: Metropolitan Museum of Art, Egyptian Expedition, 1932. OCLC 3288611
- The temple of Ramesses i at Abydos; New York : Metropolitan Museum of Art, 1937. OCLC 385237
- Graffiti of the priesthood of the eleventh dynasty temples at Thebes; Chicago: Universitat de Chicago, 1941. OCLC 43134543
- Excavations at Deir el Bahri, 1911-1931; Nova Yorkː Macmillan Co., 1942. OCLC 414281
- The slain soldiers of Neb-hep-et-Rê, Mentu-ḥotpe; Nova York : The Metropolitan Museum of Art. 1945. OCLC 13463283

## Bibliographie
- Herbert Eustis Winlock an imaginative archaeologist ; Royal Cortissoz ; New York : Metropolitan Museum of Art, 1939. OCLC 78702187
- Herbert Eustis Winlock (1884-1950). ; Ambrose Lansing, Herbert Eustis Winlock ; Philadelphia: American Philosophical Society, 1951. OCLC 80103113